# Chocolate (pesem, Kylie Minogue)
»Chocolate« je pop-dance balada avstralske pop pevke Kylie Minogue, ki sta jo napisala britanska tekstopisca Karen Poole in Johnny Douglas, izdali pa so jo preko devetega glasbenega albuma Kylie Minogue, Body Language (2003). Pesem je tudi produciral Johnny Douglas. Poleti 2004 je pesem izšla kot tretji singl z albuma in kmalu po izidu zasedla prvo mesto čilske in ukrajinske glasbene lestvice ter eno od prvih desetih mest ruske, romunske, madžarske in britanske lestvice, kjer je postal eden sedemindvajseti singl Kylie Minogue, ki je na lestvici zasedel eno od prvih desetih mest. Zgodja verzija pesmi »Chocolate« je vključevala tudi rap Ludacrisa, vendar te različice pesmi niso nikoli izdali; na internetu so julija 2006 izdali le enominutni odlomek.

## Videospot
Videospot za pesem »Chocolate« je režirala Dawn Shadforth, posneli pa so ga med 6. in 7. junijem 2004 v Londonu, Anglija. Vaje so imeli vsak dan šest dni pred snemanjem. V videospotu Kylie Minogue s svojimi spremljevalni plesalci v raznih gledališčih nastopa z raznimi jazz točkami.
Videospot je posvečen MGM-jevim muzikalom iz štiridesetih, Kylie Minogue pa je pri ustvarjanju slednjega znova sodelovala s koreografom Michael Rooney, s katerim je sodelovala že leta 2001 pri videospotu za pesem »Can't Get You Out of My Head«.
Videospot je na raznih glasbenih kanalih požel precej uspeha. Čeprav se njegov uspeh ni mogel primerjati z uspehom videospotov za prejšnja dva singla, izdana preko albuma Body Language, je zasedel eno od prvih dvajsetih mest na britanski glasbeni lestvici, ob izidu pa je bil tudi enajsti največkrat predvajani videospot na britanski televiziji. Poleg tega je zasedel trinajsto mesto na MTV-jevi lestvici »evropskih najboljših dvajset«. Pogosto so ga predvajali tudi na avstralski televiziji.
Na albumu so objavili daljši remix pesmi, vključene v videospot in predvajane na radiu. Ta različica je imela več poudarka na inštrumentih in vokali so imeli nekoliko drugačno strukturo.

## Nastopi v živo
Kylie Minogue je s pesmijo »Chocolate« nastopila na naslednjih koncertnih turnejah:
- Showgirl: The Greatest Hits Tour
- Showgirl: The Homecoming Tour

S pesmijo je leta 2003 nastopila tudi na televizijskem koncertu Money Can't Buy.

## Seznam verzij
| Britanski CD s singlom #1 (CDR6639; izdan 28. junija 2004) 1. »Chocolate« (radijska različica) – 4:02 2. »Love at First Sight« (v živo s koncerta Money Can't Buy) – 4:57 Evropski CD s singlom #1 in CD s singlom #3 1. »Chocolate« (radijska različica) – 4:02 2. »Love at First Sight« (v živo s koncerta Money Can't Buy) – 4:57 Britanski CD s singlom #2 (CDCRS6639; izdan 28. junija 2004) 1. »Chocolate« (radijska različica) – 4:02 2. »City Games« – 3:42 3. »Chocolate« (remix Toma Middletona) – 7:29 4. »Chocolate« (EMO remix) – 4:31 5. »Chocolate« (videospot) Avstralski CD single (021822; omejena izdaja; izdan 12. julija 2004) 1. »Chocolate« (radijska različica) – 4:02 2. »City Games« – 3:42 3. »Chocolate« (remix Toma Middletona) – 7:29 4. »Chocolate« (EMO remix) – 4:31 5. »Love at First Sight« (v živo s koncerta Money Can't Buy) – 4:57 6. »Chocolate« (videospot) | Britanski disk s fotografijami (12R6639; izdan 28. junija 2004) 1. »Chocolate« (remix Toma Middletona) – 7:29 2. »Chocolate« (radijska različica) – 4:02 3. »Chocolate« (EMO remix) – 6:54 Britanska promocijska gramofonska plošča (12RDJ 6639; izdan 28. junija 2004) 1. »Chocolate« (remix Toma Middletona) 2. »Chocolate« (EMO verzija) 3. »Chocolate« (EMO remix) Ostale uradne različice 1. »Chocolate« (3:13; pojavi se na nekaterih izdajah albuma Now 58) 2. »Chocolate« (originalna verzija z Ludacrisovim rapom) 3. »Chocolate« (EMO remix) |

## Dosežki na lestvicah
28. junija 2004 je pesem »Chocolate« izšla v Združenem kraljestvu. Pesem je postala sedemindvajseti singl Kylie Minogue, ki je zasedel eno od prvih desetih mest na britanski glasbeni lestvici, kjer je debitiral na šestem mestu in sedem tednov ostal med prvimi petinsedemdesetimi pesmimi na lestvici. Drugod pa pesem ni požela toliko uspeha. Uvrstila se je na štirinajsto mesto italijanske lestvice, ni pa se uvrstila med prvih dvajset pesmi na lestvicah v Franciji, Nemčiji in Irski. Nekateri so menili, da bi bila pesem uspešnejša, če bi se večkrat predvajala na radijih.
12. julija 2004 je pesem »Chocolate« izšla še v Avstraliji. Tamkaj je zasedla štirinajsto mesto lestvice. Štiri tedne je ostal med prvimi petdesetimi pesmimi na lestvici, postal pa je tudi prvi singl Kylie Minogue, ki se ni uvrstil med prvih deset pesmi na avstralski glasbeni lestvici od pesmi »Your Disco Needs You« (2001).

## Dosežki
| Lestvica (2004)                        | Dosežek |
| -------------------------------------- | ------- |
| Avstralija (ARIA)                      | 14      |
| Avstrija (Ö3 Austria Top 40)           | 58      |
| Kanada                                 | 19      |
| Evropa (European Hot 100)              | 19      |
| Francija (SNEP)                        | 69      |
| Nemčija (Media Control Charts)         | 43      |
| Madžarska (Mahazs)                     | 7       |
| Irska (IRMA)                           | 26      |
| Italija (FIMI)                         | 14      |
| Nizozemska (Dutch Top 40)              | 45      |
| Švica (Schweizer Hitparade)            | 53      |
| Združeno kraljestvo (UK Singles Chart) | 6       |

| Leto | Lestvica                               | Dosežek |
| ---- | -------------------------------------- | ------- |
| 2004 | Združeno kraljestvo (UK Singles Chart) | 139     |

## Zgodovina izidov
| Regija     | Datum          |
| ---------- | -------------- |
| Evropa     | 28. junij 2004 |
| Avstralija | Julij 2004     |

## Ostali ustvarjalci
Vir:
- Kylie Minogue – glavni vokali
- Johnny Douglas – produkcija, mešanje, vsi inštrumenti, spremljevalni vokali
- Karen Poole – spremljevalni vokali
- Dave Clews – programiranje, dodatki, vokalno urejanje
- A Guevara – MC
- Geoff Pesh – urejanje